# Peter Ittinuar
Peter Freuchen Ittinuar (en inuktitut: ᐲᑎᕐ ᐃᑦᑎᓄᐊᕐ), né le 19 janvier 1950 à Chesterfield Inlet (Territoires du Nord-Ouest, aujourd'hui Nunavut), est un homme politique canadien, premier Inuit à siéger comme député à la Chambre des communes du Canada.

## Biographie
Petit-fils de l'explorateur danois Peter Freuchen, il grandit et étudie à Ottawa avec deux amis d'enfance, dans le cadre d'une expérience d'assimilation culturelle menée par le gouvernement du Canada qui a fait l'objet du documentaire The Experimental Eskimos (2009). 
Lors des élections fédérales de 1979, il est élu dans la nouvelle circonscription du Nunavut pour Nouveau Parti démocratique (NPD) et devient le premier Inuit à accéder à un poste de député au Canada. 
En 1982, il rejoint le Parti libéral du Canada (PLC), dont le ministre des Affaires indiennes, John Munro, a annoncé son intention de diviser les Territoires du Nord-Ouest et de créer le Nunavut. En 1984, il est accusé d'avoir utilisé des fonds parlementaires pour s'acheter un moteur de bateau. Suspendu du caucus du PLC, il siège comme indépendant jusqu'à la fin de son mandat. Aux élections de 1984, il se représente, mais est battu par Thomas Suluk, du Parti progressiste-conservateur du Canada.
Acquitté des accusations qui pesaient contre lui, il est accusé en 1986 de violence contre sa femme, Susan Munro, fille de l'ancien ministre, et condamné à une amende.
En 1993, il cherche à être candidat pour le NPD, mais Audrey McLaughlin, chef du parti, s'y oppose. En 2008, il échoue encore une fois à se faire élire, pour le Parti vert du Canada.